# William Jackson Bean
Pour les articles homonymes, voir Bean.
William Jackson Bean est un botaniste britannique, né le 26 mai 1863 à Malton, Yorkshire et mort le 19 avril 1947 à Kew, Surrey.

## Biographie
Il devient jardinier dans les jardins botaniques royaux de Kew en 1883, contremaître de l’arboretum en 1892, conservateur assistant en 1900, conservateur de 1922 à 1929. Il obtient la médaille Victoria de l'honneur  en 1917 et la médaille commémorative Veitch en 1922.